# 法官
法官（ほうかん/のりのつかさ）とは、飛鳥時代に置かれていた機関。民官・兵政官・大蔵・理官・刑官とともに「六官」を構成していた。
『日本書紀』天智天皇10年（671年）正月条に「法官大輔」という官職名が登場するため、天智天皇の頃には既に設置されて大少の輔（次官）などの官職が設置されていたとみられている。
具体的な活動が明らかになるのは、天武天皇の時代に入ってからで、主に官人の勤務評定に関する職務を行っている。そのため、大宝律令以降の式部省に相当する機関であったと推定されている。
大宝律令・養老律令では式部省は文官の勤務評定を、兵部省が武官の勤務評定を行うことになっていたが、実際には武官の勤務評定を兵部省が実施するようになるのは8世紀（奈良時代）に入ってからのことであり、それ以前は式部省が武官についても勤務評定に携わっているため、元々は文武官ともに法官が勤務評定の実務を行っていたとみられる（武官の人事関係の職務を兵部省が完全に掌握するのは9世紀（平安時代）に入ってからである。